# Padru
Padru (italià Padru) és un municipi italià, dins de la província de Sàsser. L'any 2007 tenia 2.109 habitants. Es troba a la regió de Montacuto. Limita amb els municipis d'Alà dei Sardi, Loiri Porto San Paolo, Olbia, San Teodoro, Torpè (NU), Lodè (NU), Bitti (NU). Comprèn les fraccions de Biasì, Cuzzola, Ludurru, Pedra Bianca, Sas Enas, Sa Serra, Sos Runcos, Sozza i Tirialzu.

## Administració
| Període | Identitat      | Partit        |
| ------- | -------------- | ------------- |
| 2005-   | Gavino Mandras | Llista Cívica |